# Ludovico I de Saluzzo
Ludovico I del Vasto (Saluzzo, 1406 – Saluzzo, 8 de abril de 1475) fue marqués de Saluzzo desde 1416 hasta 1475. Era hijo de Tomás III de Saluzzo y Margarita de Roussy.

## Vida
Cuando murió su padre en 1416, Ludovico apenas era un niño de 9 años, por lo que se decidió que lo mejor sería que ejerciese la regencia su hermanastro mayor Valeriano del Vasto, que era un hombre leal y no le usurparía el trono. Al alcanzar la mayoría de edad, Ludovico relevó a su hermanastro Valeriano para gobernar el marquesado durante la mayor parte del siglo XV. Durante su gobierno el marquesado superó la crisis que arrastraba y alcanzó su mayor grado de esplendor. Como Saluzzo había dejado de ser una presa fácil para sus vecinos, se cambiaron las maneras diplomáticas y comenzaron a tratar al marquesado como un igual. Las buenas relaciones con sus vecinos derivaron en que Ludovico ganase el título de Lugarteniente del Ducado de Saboya. Después, el 7 de agosto de 1436, se casó con Isabel, hija del marqués Juan Jaime de Montferrato. En 1446 también se convirtió en Lugarteniente del Marquesado de Montferrato.
Además, desde su punto de vista neutral en todas las circunstancias, se convirtió en el árbitro ideal y habitual de las disputas entre Venecia, Florencia y Milán. Cuando Génova fue sometida a Carlos VII de Francia en 1458, el rey francés ofreció a Ludovico el gobierno de la ciudad, pero este se negó y el cargo fue entregado a Giovanni de Calabria.
La muerte de Ludovico en 1475 puso fin a la época más gloriosa de la historia política y económica de Saluzzo. El gobierno lo heredó su hijo Ludovico, con el que la fortuna del marquesado comenzó a variar rápidamente.

## Descendencia
Con Isabel de Montferrato (1419 – 1475) tuvo nueve hijos:
- Ludovico, quien le sustituyó en el trono.
- Federico.
- Margarita.
- Juan Jacobo.
- Antonio.
- Carlos Domingo.
- Blanca.
- Amadea.
- Luisa.

| Predecesor: Tomás III | Marqués de Saluzzo 1416-1475 | Sucesor: Ludovico II |